# Chan Rocks
Chan Rocks är en kulle i Antarktis. Den ligger i Östantarktis. Nya Zeeland gör anspråk på området. Toppen på Chan Rocks är 1 999 meter över havet.
Terrängen runt Chan Rocks är platt åt sydost, men åt nordväst är den kuperad. Trakten är obefolkad. Det finns inga samhällen i närheten. 